# 観音寺 (鳴門市)
観音寺（かんのんじ）は、徳島県鳴門市里浦町里浦にある寺院。宗派は高野山真言宗。本尊は聖観世音菩薩。山号は無畏山。院号は成就院。

## 歴史
- 1558年（永禄元年） - 開山。

## 行事

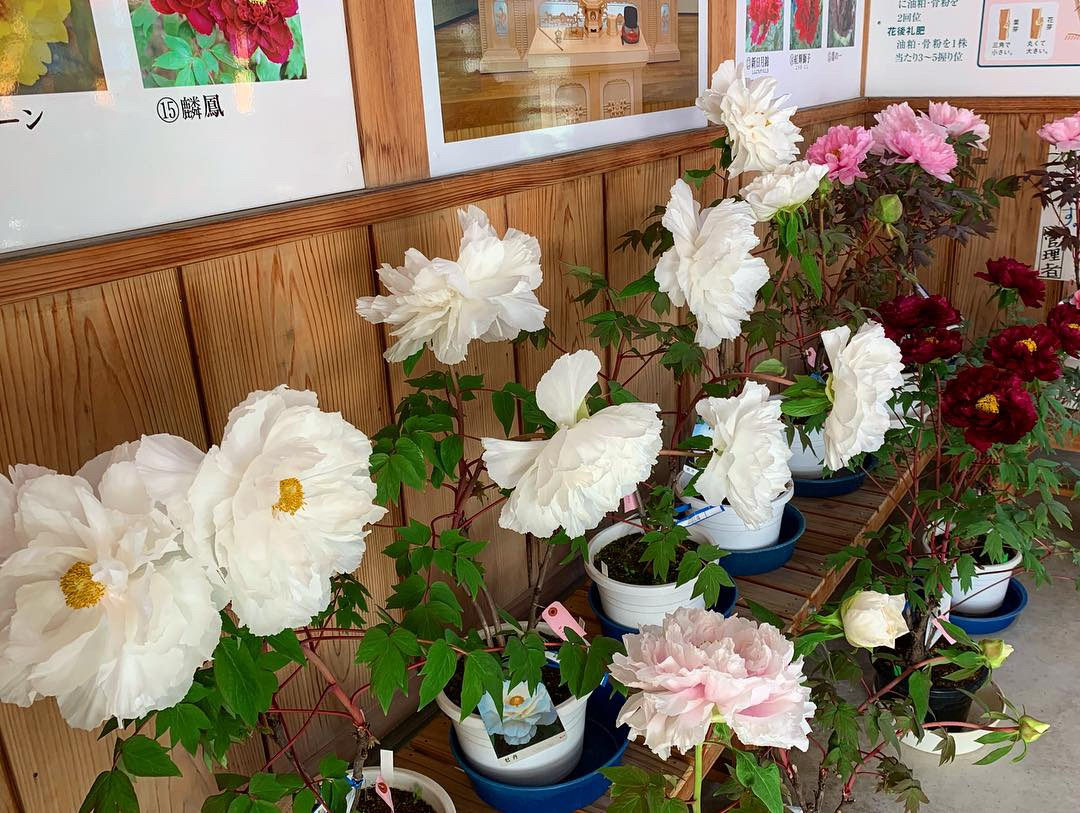
観音寺の牡丹

- 牡丹まつり - 毎年4月5日-29日に開催。境内に約150種・450株の牡丹の花が植樹されている[1]。

## 天塚
長保2年（1000年）に清少納言が35歳の時に皇后・藤原定子が没する。定子の死後、流浪の旅に出た清少納言が、父である清原元輔が領主をしていた里浦に流れ着いたという伝承があり、天塚を清少納言の墓所とする説がある。

## 交通
- JR鳴門線「鳴門駅」より車で約6分。